# Habenaria leandriana
Habenaria leandriana är en orkidéart som beskrevs av Jean Marie Bosser. Habenaria leandriana ingår i släktet Habenaria och familjen orkidéer. Inga underarter finns listade i Catalogue of Life.